# Plac Konstytucji w Warszawie

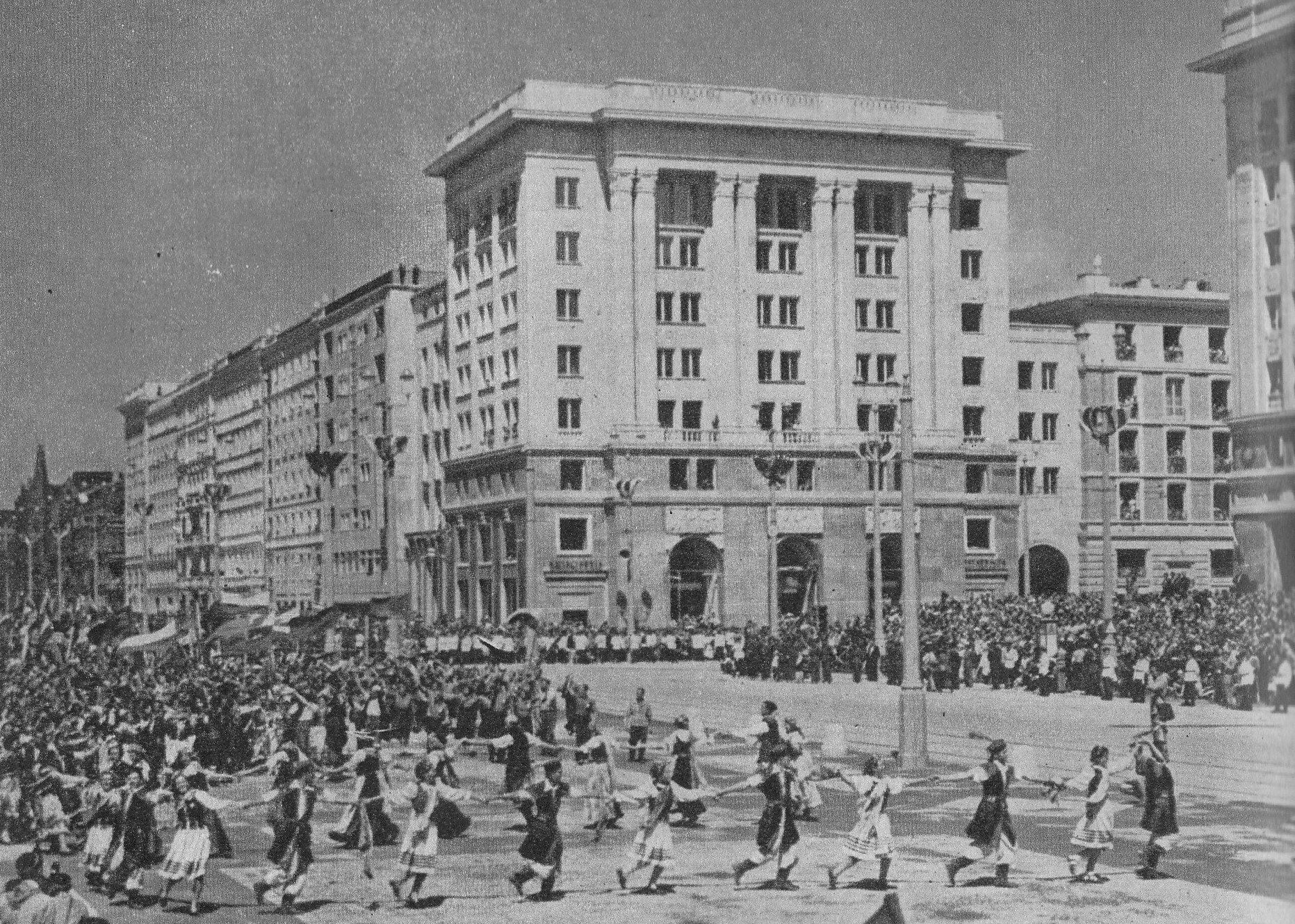
Uroczystość oddania do użytku Marszałkowskiej Dzielnicy Mieszkaniowej na placu Konstytucji, 22 lipca 1952

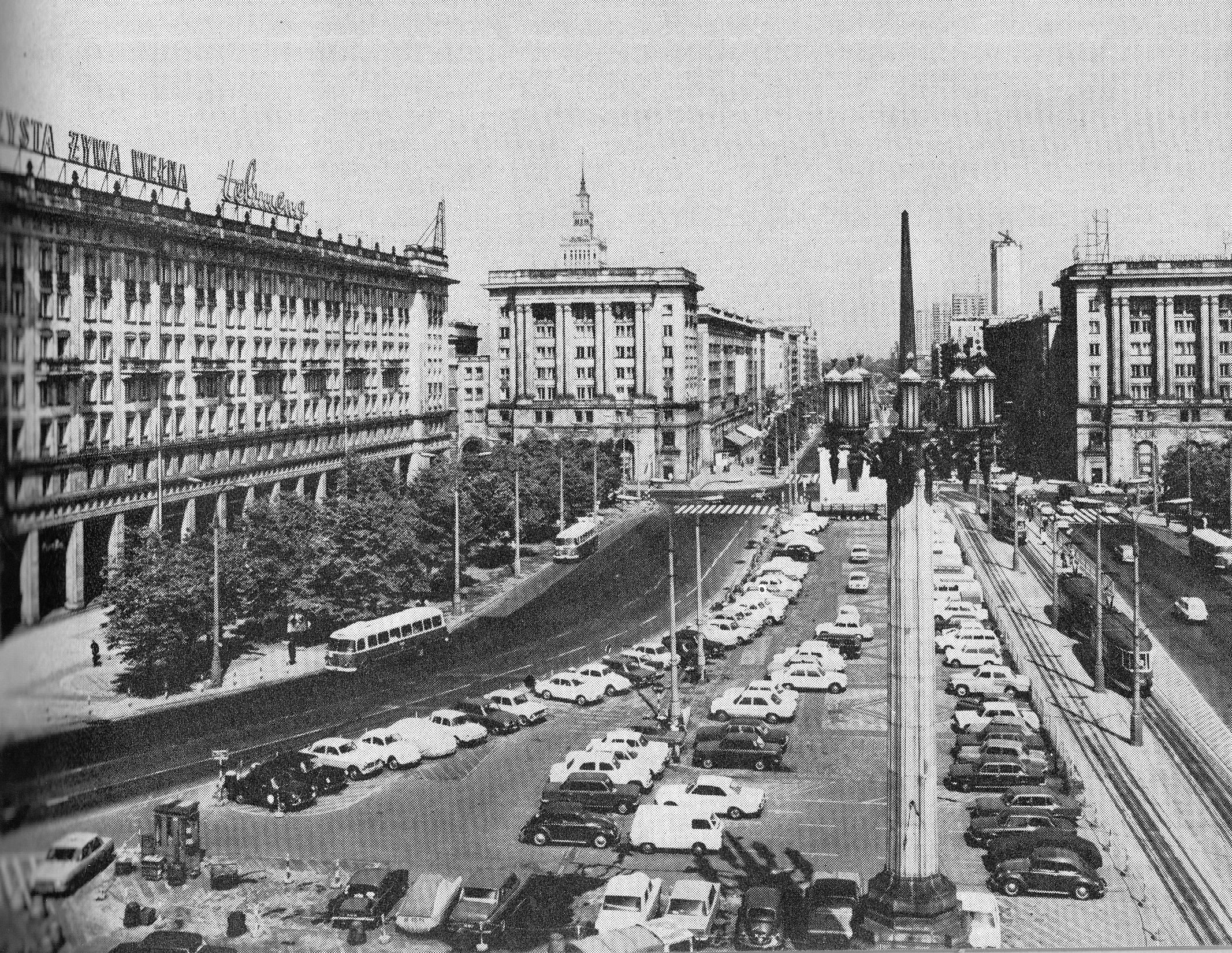
Plac Konstytucji widziany z hotelu MDM, ok. 1975

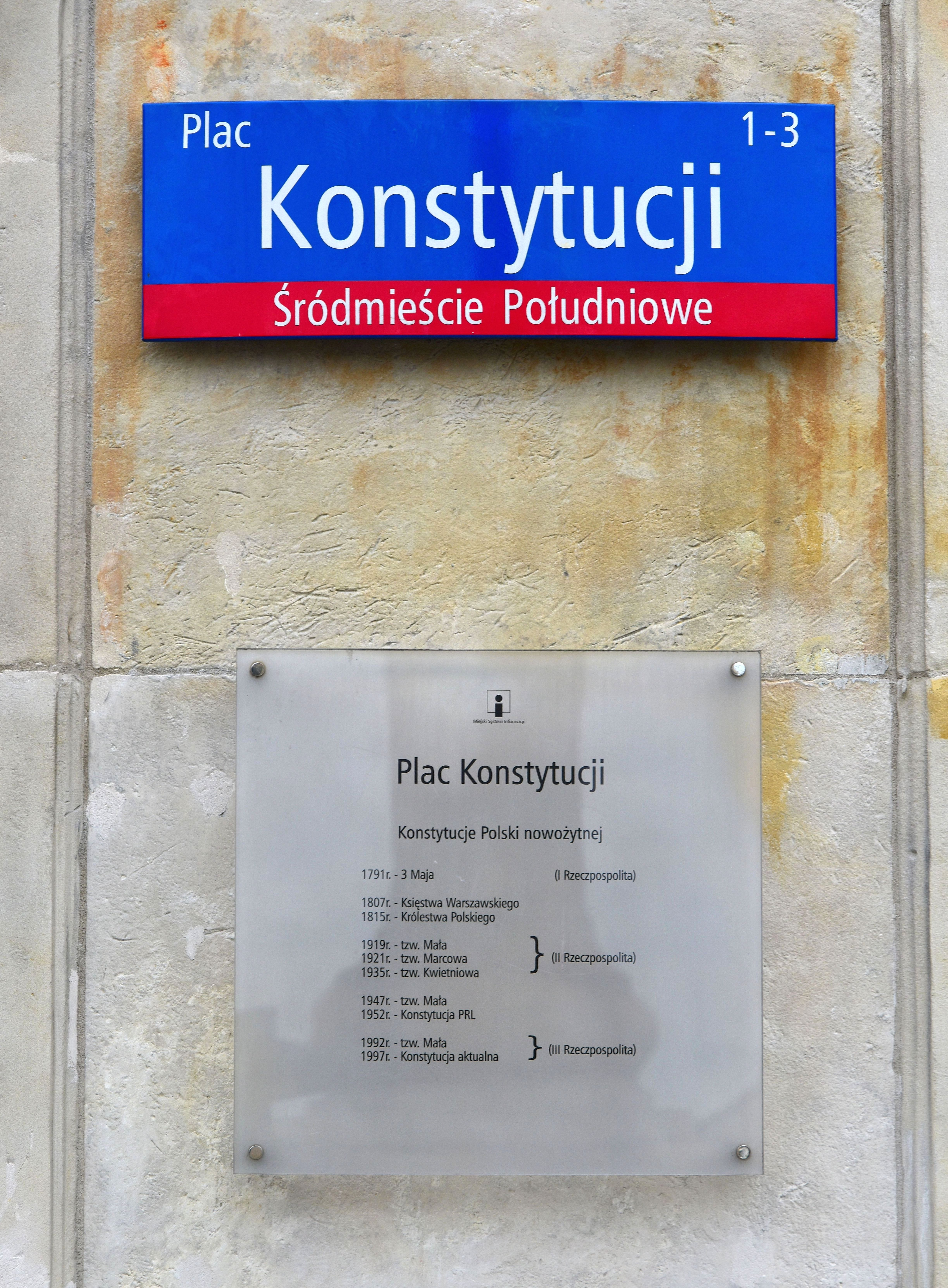
Tablica MSI na jednym z budynków przy placu Konstytucji

Plac Konstytucji – plac w śródmieściu Warszawy.

## Układ
Plac znajduje się w osi ulicy Marszałkowskiej. Zbiegają się tutaj ulice:
- Koszykowa
- Marszałkowska
- Piękna
- Jana i Jędrzeja Śniadeckich
- Waryńskiego.

Spośród siedmiu ciągów komunikacyjnych, które zbiegają się na placu, dwa są jednokierunkowe i wyprowadzają ruch z placu: ul. Śniadeckich i ul. Koszykowa (odcinek na wschód od placu), zaś jeden (ul. Marszałkowska od strony południowej) tylko go wprowadza.
Wzdłuż placu, w ciągu ul. Marszałkowskiej, poprowadzone są tory tramwajowe.
Na placu istnieją trzy rozległe obszary niezwiązane bezpośrednio z ruchem kołowym. Te po zachodniej i wschodniej części stanowią wolną przestrzeń, wykorzystywaną (zwłaszcza strona zachodnia) na potrzeby zgromadzeń publicznych. Obszar w środkowej części placu wykorzystywany jest jako parking samochodowy.
Południowo-zachodniej części placu nadano nazwę Zaułek Braci Pakulskich. Nazwa zaułka wiąże się z rodziną kupców warszawskich, Wacława, Jana i Adama Pakulskich, których jeden ze sklepów filialnych mieścił się w kamienicy przy ul. Marszałkowskiej 57, na rogu z ul. Śniadeckich (kamienica ta znajdowała się w miejscu, gdzie obecnie jest środek placu Konstytucji).

## Historia
Plac Konstytucji powstał w 1952 jako centralny element wielkiego socrealistycznego założenia urbanistycznego – Marszałkowskiej Dzielnicy Mieszkaniowej (MDM).
Plac był wraz z Pałacem Kultury i Nauki sztandarową inwestycją okresu realizmu socjalistycznego (1949–1956) w Warszawie. Nazwa, nadana 19 lipca 1952, upamiętnia Konstytucję Polskiej Rzeczypospolitej Ludowej, uchwaloną przez Sejm Ustawodawczy 22 lipca 1952, tj. w dniu oddania do użytku placu i całego MDM.
Plac wytyczono w osi ulicy Marszałkowskiej, w miejscu istniejącej zwartej zabudowy miejskiej. W czasie budowy wyburzono większość zachowanych kamienic. Znacznemu przeobrażeniu uległa siatka ulic w tej części miasta. Przekształcono i przerwano ciągi ulic Koszykowej i Pięknej. Ponadto z placu wyprowadzono nową ulicę Ludwika Waryńskiego, która miała częściowo przejąć ruch z jednokierunkowej na południowym odcinku ulicy Marszałkowskiej.
Plac został obudowany sześcio- i siedmiopiętrowymi budynkami. Na rogu ulic Marszałkowskiej i Waryńskiego powstał hotel MDM, a równolegle do niego trzy wielkie kandelabry. Hotel był pierwszym wzniesionym po wojnie hotelem w odbudowywanej Warszawie. W parterach budynków powstały sklepy i lokale usługowe, m.in. biuro PLL LOT (nr 3), sklepy Centrali Handlu Sprzętu Sportowego i Cepelii (nr 5) oraz kawiarnia „Niespodzianka“ (nr 6).
Na środku placu powstał parking samochodowy. Pierwotnie planowano na nim fontannę.
Plac miał być punktem docelowym pochodów pierwszomajowych przechodzących szeroką ul. Marszałkowską.
W północnej części placu zaplanowano budowę stacji metra Plac Konstytucji.

## Upamiętnienia
- Tablica na budynku nr 6 upamiętniająca kawiarnię „Niespodzianka”, w której w 1989 mieścił się Warszawski Komitet Obywatelski „Solidarność” (odsłonięta w 2019)[11].